# Warren Joseph Pezdirtz
Warren Joseph Pezdirtz, ameriški generalmajor slovenskega rodu, * 14. oktober 1920, Omaha, ZDA, † 1990.
Pezdirtz se je rodil očetu Josephu Fridericku in materi Elli. V ZDA je leta 1880 emigriral že njegov ded, Josip (Georg) Pezdirc. Rodovina izvira iz vasi Podzemelj pri Metliki.
Warren je leta 1942 končal univerzo v Michiganu, nato pa je kot vojak in rezervni častnik sodeloval v drugi svetovni vojni. Po vojni se je vpisal na vojaško akademijo West Point, jo končal in postal častnik.
Med letoma 1952 in 1953 je kot poveljnik pehotnega in tankovskega bataljona sodeloval v korejski vojni. Med letoma 1964 in 1966 je bil pomočnik načelnika uprave za strateško načrtovanje združenega generalštaba v Washingtonu.
Leta 1969 je s činom brigadnega generala postal namestnik poveljnika logističnega štaba ameriške vojske v Evropi, kjer je bil poveljnik operacije zračni most Amerika - Evropa. Maja 1970 je bil povišan v čin generalmajorja, nato pa je do leta 1971 opravljal naloge načelnika armadne skupine v Južni Koreji. Med letoma 1971–1973 je bil poveljnik komande za podporo v Koreji. Od leta 1973 do upokojitve v letu 1975 je bil načelnik štaba za logistiko v združenem generalštabu ZDA.
Umrl je 1990 in je pokopan na nacionalnem vojaškem pokopališču Arlington v Washingtonu.

## Odlikovanja
- bronasta zvezda
- srebrna zvezda